# تشو جونغ هيون
تشو جونغ هيون (12 نوفمبر 1969 بكوريا الجنوبية - 10 يوليو 2022) هو لاعب كرة قدم كوري جنوبي في مركز الهجوم، شارك في الألعاب الأولمبية الصيفية 1992. وشارك مع منتخب كوريا الجنوبية تحت 23 سنة لكرة القدم ومنتخب كوريا الجنوبية لكرة القدم. أما مع النوادي، فقد لعب مع بوهانغ ستيلرز وجيجو يونايتد ونادي شنجن وتشونام دراغونز.

## وصلات خارجية
- تشو جونغ هيون على موقع الاتحاد الدولي (مؤرشف)  (الإنجليزية)
- تشو جونغ هيون على موقع دوري كوريا الجنوبية (الإنجليزية)
- تشو جونغ هيون على موقع قاعدة بيانات كرة القدم.إي يو (الإنجليزية)
- تشو جونغ هيون على موقع ناشيونال فوتبول تيمز (الإنجليزية)
- تشو جونغ هيون على موقع أوليمبيديا (الإنجليزية)